# Kernkraftwerk Narora
Das indische Kernkraftwerk Narora (auch Narora Atomic Power Station – NAPS genannt) befindet sich ca. 200 km von der Hauptstadt Lakhnau des Bundesstaats Uttar Pradesh entfernt im Distrikt Bulandshahr. Es besitzt zwei schwerwassermoderierte Druckwasserreaktoren (PHWR) mit 220 Megawatt Leistung. Narora-1 wurde am 1. Januar 1991 in den kommerziellen Betrieb übergeben, Narora-2 am 1. Juli 1992.
Am 2. Juni 2000 wurde der NAPS der Golden Peacock Award for Environmental Leadership durch die World Environment Foundation (WEM) verliehen, eine hohe Auszeichnung in Indien.
Im September 2005 beschloss die Regierung, 53 Millionen Dollar bereitzustellen, um das Kühlsystem zu modernisieren. Damit soll die Laufzeit um 25 Jahre verlängert werden.

## Unfall
Am 31. März 1993 brach ein großer Brand in Block 1 aus. Der Brand wurde durch eine plötzliche Beschädigung an den Schaufeln in der Niederdruckturbine und undichte Stellen im Wasserstoffkreislauf des Generators ausgelöst. Dies führte zu einer Verpuffung im Turbinengebäude, die sich entlang der Kabelkanäle durch mehrere Barrieren ausbreitete und die Notstromversorgung in etwa sieben Minuten außer Betrieb setzte. Der Reaktor wurde manuell abgeschaltet. Aufgrund des vollständigen Stromausfalls mussten andere Sicherheitsfunktionen manuell und im Dunkeln unter großem persönlichen Risiko durchgeführt werden. Für einen langfristigen Abschaltvorgang aktivierten die Betreiber etwa zwei Stunden nach dem Vorfall die Einleitung von Bor (ein Neutronenabsorber) in den Reaktorkern, indem sie den Dampferzeugerraum betraten. Der Unfall wurde auf der INES der internationalen Atomenergieorganisation in Stufe 3 (ernster Störfall) eingeordnet.

## Daten der Reaktorblöcke
Das Kernkraftwerk Narora hat insgesamt zwei Blöcke:
| Reaktorblock    | Reaktortyp | Netto- leistung | Brutto- leistung | Baubeginn  | Netzsyn- chronisation | Kommer- zieller Betrieb | Abschal- tung |
| --------------- | ---------- | --------------- | ---------------- | ---------- | --------------------- | ----------------------- | ------------- |
| Narora (NAPS)-1 | PHWR       | 202 MW          | 220 MW           | 01.12.1976 | 29.07.1989            | 01.01.1991              |               |
| Narora (NAPS)-2 | PHWR       | 202 MW          | 220 MW           | 01.11.1977 | 05.01.1992            | 01.07.1992              |               |